# Хибини
Хибини или Хибинске планине (рус. Хиби́ны; ксам. Умптек) планински је масив у западном делу Кољског полуострва, у самом центру Мурманске области на северозападу Русије. Масив обухвата подручје површине од око 1.300 км² и целом својом површином налази се унутар арктичког круга. Хибинске планине налазе се између два велика мурманска језера, Ловозера на истоку и Имандре на западу. Око 5 километара источније од Хибина налази се Ловозерски планински масив.
Хибинске планине формирале су се у периоду карбона, пре око 350 милиона година. Планински врхови Хибинских планина су заравњени и имају форме платоа, а та њихова заравњеност последица је деловања ледничке ерозије. Планине су доста стрме и рашчлањене дубоким кањонима. На Хибинима се налазе 4 мања ледника укупне површине 0,1 км². Највиша тачка је врх Јудичвумчор који лежи на надморској висини од 1.201 метра. Виши врхови су још и Часначор (1.191 метар), Кукисвумчор (1.143 метра) и Путеличор (1.111 метара). Подручје је обрасло алпијском тундром.
Хибинске планине су изузетно богате минералима (највише апатита и нефелина), а у њиховој утроби регистровано је постојање готово 500 различитих врста руда и минерала, од чега њих 110 се могу наћи само на овом подручју. На Хибинима постоје и налазишта изузетно вредног минерала сафира.
Уз јужне обронке Хибина налазе се градови Апатити и Кировск, а поред њих људске насеобине налазе се још једино уз активне руднике.